# Eryx elegans
Eryx elegans là một loài rắn trong họ Boidae. Loài này được Gray mô tả khoa học đầu tiên năm 1849.